# Simon Le Moyne
Simon Le Moyne (Beauvais, 22 ottobre 1604 – Cap-de-la-Madeleine, 24 novembre 1665) è stato un gesuita francese, missionario in Canada.

## Biografia
Il 10 dicembre 1622 entrò nel noviziato della Compagnia di Gesù a Rouen; studiò filosofia al Collège Clermont di Parigi e, dopo un'esperienza come insegnante a Rouen, proseguì gli studi teologici a La Flèche, dove fu ordinato prete nel 1636.
Finito il terzo anno di probazione a Parigi nel 1637, nel 1638 fu inviato in missione nel Québec insieme con Jérôme Lalemant. In Canada emise gli ultimi voti il 22 settembre 1641.
Lavorò tra gli Uroni, tra i coloni francesi del Québec e fu ambasciatore di pace tra gli Irochesi.
Nel 1654 fu il primo francese a risalire il fiume San Lorenzo fino ai laghi Ontario e Onondaga e tenne un diario del suo viaggio.
Grazie al suo lavoro tra gli Irochesi Onondaga fu possibile aprire la missione di Sainte-Marie de Gannentaha, sul lago Onondaga.
La stima di cui godeva tra gli irochesi nel 1661 gli consentì di ottenere dal capo Daniel Garakontié la liberazione di diciotto prigionieri francesi.
Gli è intitolato Le Moyne College di Syracuse.